# Ligues régionales d'Espagne
 (signalé en juin 2025).
Si vous disposez d'ouvrages ou d'articles de référence ou si vous connaissez des sites web de qualité traitant du thème abordé ici, merci de compléter l'article en donnant les références utiles à sa vérifiabilité et en les liant à la section « Notes et références ».
- Archive Wikiwix
- Bing
- Cairn
- DuckDuckGo
- E. Universalis
- Gallica
- Google
- G. Books
- G. News
- G. Scholar
- Persée
- Qwant
- (zh) Baidu
- (ru) Yandex
- (wd) trouver des œuvres sur Wikidata

Les Ligues régionales espagnoles sont l'équivalent de la « D6 », « D7 », « D8 », « D9 » et « D10 » espagnole. Ce sont des championnats réunissant des clubs amateurs ou les réserves de clubs professionnels. 

## Liste par communauté autonome
Ces Ligues sont réparties par régions:
Galice, Asturies, Cantabrie, Pays basque, Catalogne, Communauté valencienne, Communauté de Madrid, Castille-et-León, Andalousie, Ceuta, Melilla, Îles Baléares, Îles Canaries, Région de Murcie, Estrémadure, Navarre, La Rioja, Aragon et Castille-La Manche.
|                        |                        | Championnat d'Espagne de football D6 | Championnat d'Espagne de football D7                                                                  | Championnat d'Espagne de football D8 | Championnat d'Espagne de football D9 | Championnat d'Espagne de football D10 |
| ---------------------- | ---------------------- | ------------------------------------ | --- | ------------------------------------ | ------------------------------------ | ------------------------------------- |
| Andalousie             | Andalousie             | Primera Andaluza (4)                 | Preferente Provincial (8)                                                                             | Primera Provincial (14)              | Segunda Provincial (6)               | Tercera Provincial (2)                |
| Aragon                 | Aragon                 | Regional Preferente (2)              | Primera Regional (4)                                                                                  | Segunda Regional (5)                 | Segunda Regional B (1)               | Tercera Regional (3)                  |
| Asturies               | Asturies               | Regional Preferente                  | Primera Regional (2)                                                                                  | Segunda Regional (3)                 |                                      |                                       |
| Îles Baléares          | Majorque               | Regional Preferente (es) (1)         | Primera Regional (es) (1)                                                                             | Segona Regional                      | Tercera Regional                     |                                       |
| Îles Baléares          | Minorque               | Regional Preferente (es) (1)         | |                                      |                                      |                                       |
| Îles Baléares          | Ibiza et Formentera    | Regional Preferente (es) (1)         | |                                      |                                      |                                       |
| Îles Canaries          | Las Palmas             | Regional Preferente (es) (1)         | Primera Reg. de Gran Canaria (es) (2) Primera Reg. de Lanzarote (1) Primera Reg. de Fuerteventura (1) | Segunda Reg. de Gran Canaria         |                                      |                                       |
| Îles Canaries          | Santa Cruz de Tenerife | Interinsular Preferente (es) (1)     | Primera División Reg. (es) (3)                                                                        | Segunda División Reg. (es) (3)       |                                      |                                       |
| Cantabrie              | Cantabrie              | Regional Preferente                  | Primera Regional                                                                                      | Segunda Regional                     |                                      |                                       |
| Castille-et-León       | Castille-et-León       | Primera División Regional (2)        | Primera División Provincial (9)                                                                       | Segunda División Provincial (6)      |                                      |                                       |
| Castille-La Manche     | Castille-La Manche     | Primera División Preferente (2)      | Primera División Autonómica (4)                                                                       | Segunda División Autonómica (6)      |                                      |                                       |
| Catalogne              | Catalogne              | Lliga Elit (ca)                      | Primera Catalana (ca) (2)                                                                             | Segona catalana (ca) (6)             | Tercera catalana (ca) (17)           | Quarta catalana (ca) (30)             |
| Estrémadure            | Estrémadure            | Regional Preferente (3)              | Primera Regional (4)                                                                                  |                                      |                                      |                                       |
| Galice                 | Galice                 | Preferente Autonómica (2)            | Primera Autonómica (4)                                                                                | Segunda Autonómica (11)              | Tercera Autonómica (21)              |                                       |
| Communauté de Madrid   | Communauté de Madrid   | Preferente Aficionados (2)           | Primera Aficionados (4)                                                                               | Segunda Aficionados (8)              | Tercera Aficionados (12)             |                                       |
| Région de Murcie       | Région de Murcie       | Territorial Preferente               | Liga Autonómica                                                                                       | Primera Territorial                  |                                      |                                       |
| Navarre                | Navarre                | Preferente (2)                       | Primera Regional (4)                                                                                  |                                      |                                      |                                       |
| Pays basque            | Alava                  | Regional Preferente                  | Primera División Territorial                                                                          |                                      |                                      |                                       |
| Pays basque            | Biscaye                | División de Honor                    | Territorial Preferente                                                                                | Territorial Primera División (2)     | Territorial Segunda División (2)     | Territorial Tercera División (3)      |
| Pays basque            | Guipuscoa              | División de Honor Regional           | Regional Preferente (2)                                                                               | Primera Regional (5)                 |                                      |                                       |
| La Rioja               | La Rioja               | Preferente                           | |                                      |                                      |                                       |
| Communauté valencienne | Communauté valencienne | Regional Preferent (4)               | Primera Regional (7)                                                                                  | Segona Regional (18)                 |                                      |                                       |
| Ceuta                  | Ceuta                  | Preferente                           | |                                      |                                      |                                       |
| Melilla                | Melilla                | Preferente                           | |                                      |                                      |                                       |